# أفعال بشرية (رواية)
أعمال الإنسان ( Korean ( ) هي رواية كورية جنوبية كتبها هان كانج . تتناول الرواية الانتفاضة الديمقراطية التي اندلعت في 18 مايو 1980 في غوانغجو ، كوريا . في الرواية، يوفر موت أحد الصبية الدافع لإلقاء نظرة متعددة الأبعاد على انتفاضة جوانججو وحياة الناس في تلك المدينة. فازت رواية "أفعال إنسانية" بجائزة مانهي الكورية للأدب وجائزة مالابارت الإيطالية.
تعالج الرواية موضوعات الذاكرة الجماعية، والعنف السياسي، والصمت المفروض قسرًا على الضحايا والناجين، بأسلوب أدبي يجمع بين الحساسية الشعرية والتوثيق الواقعي. وقد أُشيد بالرواية على نطاق واسع لجرأتها في إحياء جراح قومية لا تزال محفوفة بالصمت في المجتمع الكوري. نُقلت الرواية إلى الإنجليزية بواسطة ديبورا سميث، ونُشرت في المملكة المتحدة عام 2016. فازت أعمال الإنسان بجائزة مانهي الكورية للأدب وجائزة مالابارت الإيطالية، مما عزز من مكانة هان كانغ كصوت أدبي بارز على الساحة العالمية.

## حبكة
تدور أحداث رواية "أفعال بشرية" حول انتفاضة غوانغجو في مايو 1980 ووفاة الصبي الصغير كانج دونج هو. تتكون الرواية من سبعة فصول بما في ذلك الخاتمة النهائية، حيث يتتبع كل فصل مرور الزمن منذ وقوع الحادث في ثمانينيات القرن العشرين وحتى يومنا هذا. وفي الوقت نفسه، يتوسع السرد لوصف التأثير الذي أحدثته هذه الحادثة على الآخرين. يعتمد السرد على وجهات نظر متعددة، من أصدقاء الضحية إلى مراقبين وأفراد عاديين، ما يمنح الرواية عمقًا إنسانيًا وتاريخيًا كبيرًا. كما تُبرز الرواية الآثار النفسية والسياسية طويلة الأمد التي خلفتها المجزرة على الأفراد والمجتمع الكوري بأسره.
يتناول الفصل الأول حياة كانج دونج هو وظروفه في وقت انتفاضة مايو، مع التعريف بالأشخاص الذين كانوا في حياته. الشخصيات التي تم تقديمها في هذا الفصل الأولي تظهر لاحقًا في صورة الراوي أو البطل الرئيسي في الفصول التالية. الفصل الثاني يحكي قصة صديق دونغ هو جونغ داي الذي توفي في انتفاضة مايو. البطلة في الفصل الثالث هي أون سوك، التي عملت مع دونغ هو لجمع الجثث بعد انتفاضة غوانغجو. تعيش أون سوك في منتصف الثمانينيات وتعمل في وكالة نشر. الفصل الرابع يتتبع قصة كيم جين سو، الذي سُجن بسبب تورطه في انتفاضة غوانغجو. لقد أمضى بعض الوقت مع دونغ هو وجين سو وكان الصبي الوحيد الذي نجا. لكن جين سو، الذي لم يتمكن من تحمل ذنبه، انتحر بعد مرور ما يقرب من عشر سنوات على انتفاضة 18 مايو. راوية الفصل الخامس هي سيون جو، التي عانت من التعذيب الجنسي الرهيب أثناء الانتفاضة وتعمل كناشطة في الوقت الحاضر. الفصل السادس هو مونولوج معاصر لوالدة دونغ هو، بينما في خاتمة الرواية، تظهر المؤلفة نفسها كراوية. بهذه الطريقة، تشكل وفاة كانج دونج هو واعترافات وشهادات الأشخاص الذين يتذكرونه إطار الرواية.
حيث تتناوب شهادات ومعاناة من عرفوه على تشكيل لوحة إنسانية عن الذاكرة، والألم، والمقاومة، مما يمنح العمل بُعدًا تأمليًا عميقًا حول الهوية الجمعية، والعنف السياسي، وصوت الإنسان المعذّب.

## التطوير والنشر
تم نشر رواية "الأفعال البشرية" على شكل حلقات في المدونة الأدبية " نافذة" ( (الكورية: 창문) ) التي تديرها دار النشر الكورية تشانجبي، من نوفمبر 2013 إلى يناير 2014. لاحقًا، نُشرت رواية "الأفعال البشرية" في شكل رواية كاملة الطول السادسة للمؤلف. الرواية مستوحاة من انتفاضة غوانغجو ، وهو حدث مهم في تاريخ كوريا المعاصر والذي وقع في 18 مايو 1980. وتنعكس عواقب الانتفاضة في كل من الكتابة وتصريحات المؤلفة حول تجاربها الشخصية ومعاناتها في كتابة الرواية. ذكرت هان ذات مرة أن حياتها تغيرت عندما أظهر لها والدها ألبومًا من الصور الفوتوغرافية من انتفاضة جوانججو. أجرت أبحاثًا وتقارير موسعة قبل كتابة قصة خيالية مبنية على هذه الحادثة التاريخية العنيفة. وفي إشارة إلى تجربتها أثناء تأليف الرواية، ذكرت هان أنها لم تتمكن في بعض الأحيان من كتابة سوى ثلاثة أسطر في اليوم بسبب التأثير العاطفي للحادث. ومع ذلك، فقد قالت أيضًا أن Human Actsومع ذلك، تُعتبر الرواية من وجهة نظر الكاتبة نفسها أكثر أعمالها أهمية وتقديرًا، لما تمثله من شهادة إنسانية على العنف، والذكرى، والمقاومة الصامتة.
كان عنوان الرواية الأصلي لرواية "الأفعال البشرية" (Human Acts) هو أنت في الصيف لتسليط الضوء على حقيقة أن الربيع قد مضى وجاء الصيف، وأن الصبي لم يعد على قيد الحياة للترحيب بالموسم الجديد. وكان العنوان أيضًا يهدف إلى التلميح إلى مدى قسوة الصيف. تم تحديد العنوان النهائي لفيلم Human Acts في اللحظة الأخيرة. يتم الإشارة إلى بطل الرواية الشاب بـ "أنت" طوال الكتاب، وتجعل الرواية الأمر يبدو كما لو أنه يسافر عبر الزمن من ثمانينيات القرن العشرين إلى يومنا هذا. لقد مات الصبي ولم يعد من الممكن رؤيته، ولكن يمكن الشعور بوجوده في كل مرة يناديه الأشخاص الذين عرفوه.
تمت ترجمة الكتاب إلى أكثر من 14 لغة.

## استقبال
وقد أشاد كل من المؤلفة ومنتقديها برواية "الأفعال البشرية" باعتبارها عملها الأكثر تمثيلاً لها. على الرغم من أن الرواية تصف حادثة مألوفة لدى معظم القراء الكوريين، إلا أن النقاد أشاروا إلى أن الكتاب كان قادرًا على الحفاظ على وتيرته وتوتره حتى النهاية بفضل قوة كتابة هان إلى حد كبير. وفقًا لموقع Book Marks ، وهو مجمع للمراجعات الأدبية، تلقى الكتاب مراجعات "إيجابية" بناءً على 16 مراجعة نقدية، 8 منها "مُعجبة" و6 "إيجابية" و1 "مختلطة" و1 "مُعجبة للغاية". في عدد مارس/أبريل 2017 من مجلة Bookmarks ، وهي مجلة تجمع مراجعات النقاد للكتب، حصل الكتاب على تقييم 4.0 من 5 بناءً على مراجعات النقاد.
وفي مقال له في صحيفة كوريا تايمز ، يقارن الباحث والناقد الثقافي ديفيد تيزارد بين هان كانج والشاعر بارك نوهي، ويقترح أن عملها هو رمز للديمقراطية الكورية. صوت شخصي عميق "يحمل ثقل أمة بأكملها".
خلال إدارة بارك كون هيه ، تم استبعاد Human Acts من الانضمام إلى مشروع مكتبة سيجونغ   لأسباب تتعلق بالتحيز الأيديولوجي (تم استبعاد الكتب التي تحتوي على كلمات رئيسية مثل انتفاضة جوانججو ، وكوريا الشمالية، ومجمع كايسونج الصناعي ، وكارل ماركس ، وما إلى ذلك إلى حد كبير من نفس القائمة)، وتم وضع هان كانج على blacklist of professionals in the culture and the arts [خطأ: تحقق من وسيط ورمز اللغة] .
تمت كتابة كتاب Human Acts بأسلوب المؤلف الشعري الموجز المميز. بدلاً من مناقشة التداعيات الثقيلة والقاتمة لانتفاضة غوانغجو أو استخدام لغة مثيرة، اختار هان كانغ تصوير حزن الأفراد بأسلوب موجز ومختصر. ولكي تبدو الشهادات أصلية، فقد تم تقديمها بشكل فردي عبر فصول مختلفة، من قبل رواة مختلفين، وبأساليب مختلفة، وفي أشكال مختلفة. معًا، تخلق هذه القصص نظرة ذات تفاصيل دقيقة وعميقة لانتفاضة جوانججو. ولضمان قدرة القراء على تقدير الرواية بوتيرة أكثر تعمدًا واعتدالًا، تمت كتابة بعض المقاطع بخط مائل لإبطاء القراء.
الشخصيات في Human Acts هم مواطنون عاديون. وتوضح الرواية كيف يستجيب هؤلاء الأشخاص للمأساة المفاجئة التي حلت بهم. بدلاً من إعادة تمثيل الحادثة التاريخية، اختار المؤلف أن يضع وجهات النظر مباشرة على الأشخاص الذين تحملوا الحادث المروع والصدمة التي اضطروا إلى تحملها منذ ذلك الحين.
يطرح كتاب "الأفعال الإنسانية" أسئلة جوهرية حول الجروح المفتوحة التي أحدثتها عنف الدولة والوحشية الإنسانية. في الكتاب، يُطرح السؤال التالي: "ما معنى أن تكون إنسانًا؟ ماذا علينا أن نفعل لنضمن ألا يُصبح البشر شيئًا؟". هذا السؤال محوري في الرواية  ، ويؤدي إلى فهم أن على الناجين مناقشة الحادثة وتسجيلها وتذكرها لضمان عدم تكرار هذا الحدث المؤسف، حيث كان الضحايا جيرانهم وأصدقائهم وأفراد عائلاتهم. الطريقة الأساسية للتأكد من عدم تكرار حدث تاريخي مؤلم هي أن نتذكر ما حدث. قالت المؤلفة نفسها إنها لا تريد لهذه الرواية أن تكشف أو تتهم، بل أن تكون بمثابة شهادة وبادرة حزن.

## الجوائز
- جائزة مانهي للأدب (2014) [22]
- جائزة مالابارت (2017) [23]

## التكيفات
تم تعديل فيلم Human Acts لعرض مسرحي في 18 مايو 2019 في بولندا في أكتوبر 2019. كانت هذه أول مسرحية يتم إنتاجها في أوروبا تتناول ثورة 18 مايو. قدمت مؤسسة 18 مايو التذكارية المواد اللازمة لإثراء المسرحية. عندما تم عرض الإنتاج لأول مرة في شهر يونيو لأربع دورات محدودة، تم استقباله بشكل جيد لأنه يجمع بين الإنتاج الغربي والجماليات الفنية الآسيوية.